# L'Archiviste
Pour les articles homonymes, voir Archiviste (homonymie).
L’Archiviste est un album hors-série des Cités obscures (illustration: François Schuiten, scénario : Benoît Peeters).

## Synopsis
Isidore Louis est l'archiviste à qui l'on a confié la mission d'enquêter sur le "mythe" des Cités obscures. Au fur et à mesure de ses recherches, il se rend compte de la réalité de l'existence de ces cités.

## Inspiration
Le visage de l'archiviste, caché tout au long de l'album, apparaît à la dernière page et ressemble à celui de Jorge Luis Borges. On peut d'ailleurs trouver une parenté entre cette histoire et la nouvelle Tlön, Uqbar, Orbis Tertius, du même auteur. Un autre élément concordant est l'intitulé de la planche: "Mylos, la porte d'Uqbar".

## Éditions
1987 : grand format. 21 ill. coul. + 21 ill. N&B, mêlant inédits et diverses reprises (parfois modifiées), éditions Casterman.
2000 : version entièrement remaniée. Format bibliothèque. Jaquette. Ajout de 3 pl. N&B + 6 ill. coul. + 6 ill. N&B, éditions Casterman.